# 변종하
변종하(卞鍾夏, 1926년 7월 28일~2000년 7월 29일)는 대한민국의 서양화가이다.

## 생애
경상북도 대구 출신이다. 1945년 만주 신경미술학교(新京美術學校)를 졸업했다. 1953년 이후 국전에 출품하여 부통령상을 수상했고 동 추천작가가 되었다. 홍익대학교 강사와 수도여자사범대학 미술과장을 역임하고 1960년 프랑스로 건너가 국제 조형미술회의에 한국대표로 참가했다. 파리의 알리앙스 프랑세스와 아카데미 드 라 그랑드 쇼미엘에서 수학하였고, 1962년 소르본 대학교, 1964년에는 유네스코 펠로우십으로 유럽, 멕시코, 미국 등지를 시찰하고 뉴욕 대학에서 수학하였다. 그 사이 파리의 몇 화랑에서 개인전 및 부리 (Pol Bury), 맛타 (Roberto Matta) 등 유럽의 유수한 화가들과 동인전을 가졌고 프랑스 및 독일 주최 프랑코 알마뉴 초대전에도 응했다. 1964년에 귀국, 국전 심사위원을 역임했다.
대한민국미술전람회에서 수상하였고, 1955년에 부통령상을 받았다. 또한, 1991년과 1993년에 대한민국 문화훈장을 받았다.

## 작품 및 경향
작품경향은 잠재의식적인 환상의 기호공간(記號空間)을 추구하는 서정적인 추상계열로서 독특한 스타일을 전개시키고 있다. 작품으로 〈사슴도(圖)〉, 〈포플라〉, 〈군서(群棲)〉 등이 있다.